# Ратає (Свентокшиське воєводство)
Ратає (пол. Rataje) — село в Польщі, у гміні Вонхоцьк Стараховицького повіту Свентокшиського воєводства.
Населення — 475 осіб (2011).
У 1975-1998 роках село належало до Келецького воєводства.

## Демографія
Демографічна структура на день 31 березня 2011 року:
|          | Загалом | Допрацездатний вік | Працездатний вік | Постпрацездатний вік |
| -------- | ------- | ------------------ | ---------------- | -------------------- |
| Чоловіки | 221     | 48                 | 146              | 27                   |
| Жінки    | 254     | 58                 | 140              | 56                   |
| Разом    | 475     | 106                | 286              | 83                   |